# Стоун 1
Стоун 1 (англ. Stone 1) — індіанська резервація в Канаді, у провінції Британська Колумбія, у межах регіонального округу Карібу.

## Населення
За даними перепису 2016 року, індіанська резервація нараховувала 187 осіб, показавши скорочення на 7,0%, порівняно з 2011-м роком. Середня густина населення становила 12,1 осіб/км².
З офіційних мов обидвома одночасно не володів жоден з жителів, тільки англійською — 185. Усього 70 осіб вважали рідною мовою не одну з офіційних, з них усі — одну з корінних мов.
Працездатне населення становило 37,9% усього населення, рівень безробіття — 45,5%.

## Клімат
Середня річна температура становить 4,5°C, середня максимальна – 21,5°C, а середня мінімальна – -18°C. Середня річна кількість опадів – 334 мм.
| Клімат поселення                              | Клімат поселення | Клімат поселення | Клімат поселення | Клімат поселення | Клімат поселення | Клімат поселення | Клімат поселення | Клімат поселення | Клімат поселення | Клімат поселення | Клімат поселення | Клімат поселення | Клімат поселення |
| Показник                                      | Січ.             | Лют.             | Бер.             | Квіт.            | Трав.            | Черв.            | Лип.             | Серп.            | Вер.             | Жовт.            | Лист.            | Груд.            |                  |
| Середній максимум, °C                         | −3,7             | 1,62             | 7,86             | 12,83            | 17,56            | 21,09            | 21,50            | 21,17            | 16,14            | 10,15            | 2,70             | −4,4             |                  |
| Середня температура, °C                       | −10,84           | −5,52            | 0,71             | 5,70             | 10,43            | 13,95            | 16,81            | 16,48            | 11,44            | 5,44             | −1,99            | −9,1             |                  |
| Середній мінімум, °C                          | −17,96           | −12,66           | −6,44            | −1,43            | 3,29             | 6,80             | 12,10            | 11,78            | 6,73             | 0,75             | −6,69            | −13,79           |                  |
| Норма опадів, мм                              | 27               | 13               | 10               | 14               | 31               | 41               | 44               | 39               | 29               | 26               | 29               | 31               |                  |
| Середньомісячна швидкість вітру, м/с          | 1.70             | 1.82             | 2.16             | 2.38             | 2.30             | 2.12             | 2.02             | 1.80             | 1.77             | 1.97             | 2.00             | 1.80             |                  |
| Середньомісячна сонячна радіація, кДж/м²·день | 2879             | 5729             | 10676            | 15445            | 18931            | 20547            | 21024            | 17782            | 12318            | 6712             | 3234             | 2196             |                  |
| --------------------------------------------- | ---------------- | ---------------- | ---------------- | ---------------- | ---------------- | ---------------- | ---------------- | ---------------- | ---------------- | ---------------- | ---------------- | ---------------- | ---------------- |
| Джерело:                                      |                  |                  |                  |                  |                  |                  |                  |                  |                  |                  |                  |                  |                  |